# Stefan Lech Sokołowski
Stefan Lech Sokołowski herbu Gozdawa (ur. 25 maja 1904 w Warszawie, zm. wiosną 1940 w Katyniu) – polski matematyk, taternik i podporucznik artylerii Wojska Polskiego. Orlę Lwowskie (1919). Pracownik Centrum Badań Balistycznych w Rembertowie. Doktor nauk matematycznych. Ofiara zbrodni katyńskiej.

## Życiorys
Syn inżyniera kolejowego i wynalazcy Witolda Sokołowskiego herbu Gozdawa (1871-1944) oraz literatki Anny Marii ze Skarbków (1878-1972). W 1912 wraz z matką i rodzeństwem przeprowadził się do Myślenic. Mając niecałe piętnaście lat walczył w obronie polskości Lwowa. Następnie studiował matematykę na Uniwersytecie Warszawskim. W okresie międzywojennym pracował w Centrum Badań Balistycznych w Rembertowie. Zdobył stopień doktora nauk matematycznych. W 1933 ukończył Szkołę Podchorążych Rezerwy Artylerii we Włodzimierzu. 1 stycznia 1935 otrzymał awans na podporucznika.
W 1939 przydzielony do kadry OK I. Po agresji ZSRR na Polskę  wzięty do niewoli sowieckiej i przewieziony do obozu w Kozielsku. Wiosną 1940 zamordowany przez funkcjonariuszy NKWD w Katyniu.

## Odznaczenia
- Krzyż Kampanii Wrześniowej – zbiorowe, pośmiertne odznaczenie pamiątkowe wszystkich ofiar zbrodni katyńskiej (1 stycznia 1986)

## Życie prywatne
Miał trzy siostry: Marię Danutę Żelazowską (zm. 1933), Grażynę Lipińską - chemika i oficera wywiadu Armii Krajowej (1902-1995) i Stefanię Żelazowską (1907-1992) – psychologa i żołnierza Armii Krajowej.
W 1931 ożenił się z Cecylią (lub Celiną) Benisz. Miał córkę Krystynę (ur. 1935).